# Мухаммад (султан Газні)
Мухаммад (*998 — 1041) — султан Держави Газневідів в 1030, 1040—1041 роках. Повне ім'я Абу Ахмад Мухаммад Джамал ал-Даула ва-Джамал ал-мілла ібн Махмуд.

## Життєпис

### Перше панування
Походив з династії Газневідів. Син султана Махмуда. Народився 998 року у столиці держави — Газні. У 1008 році одружився з донькою еміра Гузгана — Абул-Насра Мухаммеда, після смерті якого 1010 року став правителем цієї держави. Невдовзі одружився з донькою Кадир-хана, володаря Хотану.
У 1030 році напередодні смерті його батько призначив своїм спадкоємцем, позбавивши прав на трон його брата-близнюка Масуда. Того ж року після смерті султана Махмуда стає новим володарем Газнійського султанату. Втім він стикнувся з амбіціями впливових сановників — Гасанаком Мікалі та Алі ібн Іл-Арсланом. Він призначив стрийка Юсуфа ібн Сабук-Тегіна очільником війська. Переважно намагався продовжувати політику батька.
Проте через 2 місяці проти султана постав Абул-Надж Аяз, емір гулямів, який закликав на трон брата султана — Масуда. Війська султана на чолі із Сувентгараєм зазнали поразки. Заколотники об'єдналися з Масудом, який захопив Хорасан. Після чого той рушив на Газні. На бік Масуда перейшов Юсуф ібн Сабук-Тегін та більшість емірів. Невдовзі Мухаммада було повалено й запроторено до в'язниці.

### Друге панування
У 1040 році еміри невдаволенні поразками султана Масуда I у війні з Сельджуками влаштувало змову. В результаті у грудні того ж року султана було повалено, а Мухаммада звільнено з в'язниці й посаджено на трон. У січні 1041 року мухаммад наказав стратити свого брата. Натомість син останнього — Маудуді — зібравши військо у Балху рушив проти стрийка-султана. Вирішальна битва відбулася у квітні 1041 року в області Нанграхар. Султан Мухаммад зазнав поразки та потрапив у полон з родиною і скарбницею. Невдовзі за наказом Маудуді його було страчено в Джелалабаді, а Маудуді ібн Масуд став новим султаном Газні.